# شهرستان بریستول (ماساچوست)
شهرستان بریستول، ماساچوست (به انگلیسی: Bristol County, Massachusetts) یک شهرستان در ایالات متحده آمریکا است که در ماساچوست واقع شده‌است.